# Приватизація в Росії
Приватиза́ція в Росі́ї — процес передачі державного та муніципального майна в Російській Федерації (раніше РРФСР) у приватну власність, який здійснюється в Росії з початку 1990-х років (після розпаду СРСР).
Приватизацію зазвичай пов’язують з іменами Є. Гайдара, А. Чубайса та В. Черномирдіна, які в 1990-х роках займалися приватизацією промислових підприємств. Результати цієї діяльності часто піддаються різкій критиці — зокрема через появу значного економічного розшарування населення Росії.
Водночас приватизації, крім промислових підприємств, зазнали й інші активи — сільськогосподарські підприємства (колгоспи та радгоспи), земля (різного призначення) та житловий фонд. Результати приватизації в цих сферах залишилися поза увагою громадськості та не зазнавали скільки-небудь системного аналізу чи переосмислення.

## Підготовчий етап

### Можливості участі населення
Перший проєкт переходу до ринкової економіки через масову приватизацію загальнонародної соціалістичної власності був запропонований у рамках програми «500 днів», розробленої в 1990 році групою економістів під керівництвом Станіслава Шаталіна. Прискорений запуск приватизації, щоб люди могли використовувати свої заощадження в Державних трудових заощаджувальних касах для придбання активів, а не лише споживчих товарів, знизив би тиск грошової маси на споживчий ринок і пом’якшив би лібералізацію цін. Однак цього не було зроблено, і в результаті галопуючої інфляції (168% у 1991 році, 2608% у 1992 році) заощадження громадян до кінця 1992 року, які в 1990 році складали третину ВВП СРСР, зберегли лише 2% своєї купівельної спроможності. Таким чином, до початку масової приватизації інвестиційний ресурс, накопичений громадянами за десятиліття важкої праці, який вони могли б використати при приватизації, був повністю ліквідований. А коли у людей почали з’являтися нові заощадження, вже зроблені в ринкових умовах, приватизація вже закінчилась.
Програма «500 днів» та 20 проєктів законів до неї були підготовлені, затверджені Верховною Радою РСФР і представлені на розгляд Верховної Ради СРСР до 1 вересня 1990 року. Однак на союзному рівні програма була відхилена. Проте уряд Єльцина-Гайдара, незважаючи на те, що раніше російські реформатори були прихильниками «500 днів», положення цієї програми в реальній діяльності проігнорував, розпочавши лібералізацію цін до приватизації.
Законодавство РФ
24 грудня 1991 року, після прийняття Закону РСФСР N 443-1 «Про власність у РСФР», на території Росії була узаконена приватна власність. Там же (стаття 25) було законодавчо закріплено поняття приватизації як передачі державного чи муніципального майна в приватну власність.
3 липня 1991 року прийнято Закон РСФСР «Про приватизацію державних і муніципальних підприємств у РСФР», згідно з яким приватизацію державного майна організовував Державний комітет Російської Федерації з управління державним майном (Госкоммайно Росії).
25 червня 1990 року Рада Міністрів СРСР прийняла постанову, відповідно до якої на базі заводів КамАЗа було створено одне з перших акціонерних товариств РСФР та СРСР — АТ «КамАЗ». Згідно з постановою, 51% акцій повинні були залишатися в загальносоюзній власності, решту планувалося продати. 5 вересня 1991 року почалася продаж акцій трудовому колективу. 10 вересня відбувся конкурс для юридичних осіб, в результаті якого акціонерами КамАЗа стали 230 підприємств і організацій.
У листопаді 1991 року головою Госкоммайна РСФР був призначений Анатолій Чубайс.
З листопада 1991 року почався етап форсованої приватизації. В його основу був покладений указ No.341 Президента РФ від 29.12.1991, який затверджував «Основні положення програми приватизації державних і муніципальних підприємств на 1992 рік». Указ No.66 від 29.01.1992 «Про прискорення приватизації державних і муніципальних підприємств» визначав практичний механізм приватизації.
Як показав аналіз указу президента Російської Федерації «Про заходи підтримки і оздоровлення неспроможних державних підприємств (банкрутів) і застосування до них спеціальних процедур» від 14 червня 1992 року, процедура банкрутства створювала адміністраціям всі умови для незаконного збагачення і заволодіння засобами виробництва: спочатку керівництво підприємством умисно в своїх інтересах або (за хабарі) в інтересах третіх осіб доводило підприємство до стану банкрутства (шляхом укладення збиткових угод, боргових зобов’язань тощо), потім оголошувалося банкрутом і продавалося з аукціону, де, використовуючи монопольне володіння інформацією про стан підприємства, набувалося за безцінь в руки. Причому при проведенні аукціонів не вимагалися декларації: на питання головного державного інспектора РФ Болдирєва щодо декларацій тодішній голова Госкоммайна Росії Чубайс відповів, що якщо ми будемо вимагати їх при проведенні аукціону, то зірвемо приватизацію.

## Приватизація підприємств
1992 — червень 1994: масова приватизація (мала та ваучерна)
У червні 1992 року Верховною Радою РФ була затверджена Державна програма приватизації на 1992 рік, яка визначила можливі способи приватизації для підприємств в залежності від їхнього розміру.
Згідно з програмою:
- малі підприємства повинні були продаватися на торгах або могли бути безпосередньо продані приватним особам, які працюють на цих підприємствах («мала» приватизація);
- великі підприємства, як і частина середніх, повинні були бути обов'язково перетворені на акціонерні товариства відкритого типу, а потім пройти через продаж акцій. При цьому не менше 29 % статутного капіталу повинні були бути продані через публічні аукціони за приватизаційні чеки, в побуті відомі як ваучери («чекова» або «ваучерна» приватизація).

У ряді особливо важливих галузей (корисні копалини, лісовий фонд, шельф, трубопроводи, автомобільні дороги загального користування, телевізійні станції тощо) приватизація була заборонена. Водночас обов'язковій приватизації підлягали підприємства оптової та роздрібної торгівлі, громадського харчування, будівництва, виробництва і переробки сільськогосподарської продукції, харчової та легкої промисловості.
Мала приватизація
Приватизація малих підприємств (торгівля, побутове обслуговування тощо) була розпочата урядом з початку 1992 року, не чекаючи затвердження Верховною Радою Державної програми приватизації на 1992 рік (що відбулося лише в червні).
У квітні 1992 року в Нижньому Новгороді відбувся перший в Росії аукціон з продажу підприємств торгівлі, побутового обслуговування та громадського харчування, на якому були присутні Гайдар і Чубайс.
До 1 листопада 1994 року було приватизовано 60—70 % підприємств торгівлі, громадського харчування та побутового обслуговування.
Ваучерна приватизація
Обов'язковим етапом приватизації при продажу за акції була продажа частини статутного капіталу, не менше 29%, за ваучери на публічних аукціонах. Для цього необхідно було забезпечити населення достатньою кількістю ваучерів до початку аукціонів.
З 1 жовтня 1992 року приватизаційні чеки (ваучери) почали видаватися населенню. Чеки розповсюджувалися через відділення Сбербанку РФ, при їх отриманні необхідно було заплатити певну суму. Номінальна вартість ваучера становила 10 тисяч рублів, що відповідало вартості основних фондів підприємств на душу населення в цінах січня 1992 року. Ваучери були анонімізовані і могли вільно продаватися і купуватися, як безпосередньо між громадянами, так і через спеціально створені чекові інвестиційні фонди. Реальна вартість ваучерів залежала від балансу попиту і пропозиції і варіювалася в широких межах.
Перші 18 аукціонів були проведені в грудні 1992 року. Загалом до лютого 1994 року було проведено 9342 аукціони, на яких було використано понад 50 мільйонів ваучерів.
Ринкова вартість пакета акцій, який можна було отримати в обмін на один ваучер, коливалася в залежності від компанії, чиї акції придбавалися, та регіону. Наприклад, у Нижньогородській області один ваучер можна було обміняти на 2000 акцій «Газпрому», у Московській — на 700 акцій, а в Москві — лише на 50 акцій цієї компанії.
Критики чекової приватизації вважали її несправедливою, оскільки вона призвела до незаслуженого швидкого збагачення вузької групи осіб, таких як «червоні директори», які мали серйозні адміністративні переваги та могли використовувати їх для маніпуляцій на зборах акціонерів.
1995: Залогові аукціони
Залогові аукціони були запроваджені в 1995 році з метою поповнення державного бюджету через кредити під заставу державних пакетів акцій кількох великих компаній. Однак уряд не повернув кредити, і пакети акцій перейшли до власності кредиторів.
Завдяки залоговим аукціонам з'явилися нові олігархи, такі як Березовський, Ходорковський, Абрамович та інші.
Ці аукціони піддалися критиці через те, що продаж державної власності був здійснений за значно зниженими цінами, а сам конкурс мав притворний характер. В результаті багато людей вважали їх нелегітимними, що підірвало довіру до приватизації в цілому.
1996 — сьогодення
У 1997—2004 роках відбулася часткова приватизація великих нафтових компаній, таких як ТНК, «Лукойл», «Связьінвест» та інших.
У 2002 році компанії нафтогазової промисловості Башкортостану були приватизовані кількома невідомими компаніями, а потім передані в «Башкирський капітал».
Приватизація Росгосстраху розпочалася в 2001 році, а до 2010 року було продано 49% акцій.
У 2006—2007 роках відбулася часткова приватизація трьох великих державних компаній — «Роснафиі», Сбербанку та ВТБ — в рамках «народного IPO».
У 2007 році майже половина електростанцій і 22 збутові компанії Росії перейшли в приватні руки.
Підсумки
В результаті приватизації Росія отримала значно менше коштів у порівнянні з іншими країнами. Держава втратила значну частину контролю над економікою, а доля державного сектора в економіці зменшилася з 35% у 2005 році до 33% у 2019 році.
Програма приватизації на 2017—2019 роки передбачала продаж державних пакетів акцій у численних компаніях, з очікуваним доходом від приватизації близько 5,6 мільярда рублів щорічно.

## Приватизація житлового фонду
До перебудови законодавство СРСР не допускало повноцінної приватної власності на житло. Навіть індивідуальні житлові будинки перебували в державній або особистій власності, яку не можна було відкрито продавати чи купувати. Подібний статус мали й житлово-будівельні кооперативи, створення яких було дозволено з 1958 року для отримання житла в багатоквартирних будинках.
2 грудня 1988 року Рада Міністрів СРСР ухвалила постанову «Про продаж громадянам у власність квартир у будинках державного та громадського житлового фонду», яка дозволяла продаж громадянам займаних ними квартир, а також незаселених квартир у будинках, що підлягали реконструкції або капітальному ремонту.
Ціноутворення залишалося на розсуд місцевих Рад або підприємств. Одна сім’я мала право займати лише одну квартиру або індивідуальний житловий будинок. До 1990 року в РРФСР було приватизовано лише 0,09% житлового фонду.
Масову приватизацію житла було офіційно оголошено (дозволено) на території Росії 4 липня 1991 року. Цього дня Верховна Рада РРФСР ухвалила «Закон про приватизацію житлового фонду в РРФСР». Згідно з положеннями закону:
- безкоштовно приватизувати житло громадянин може лише один раз у житті;
- приватизація є добровільною. За бажанням мешканці можуть не переводити своє житло в приватну власність. У цьому разі вони укладають із власником (зокрема, з муніципалітетом) безстроковий договір соціального найму;
- не підлягають приватизації квартири в аварійних будинках і службові приміщення (гуртожитки, житло в закритих військових містечках).

За даними Росстату, до 2000 року в приватну власність перейшло 47% від загальної кількості житла, що підлягало приватизації, до 2010 року — 75%, у 2015 році — 79%.
Безкоштовна приватизація житла, розпочата в 1992 році, мала завершитися з ухваленням нового Житлового кодексу 1 січня 2007 року. Терміни її завершення продовжували п’ять разів, востаннє — до 1 березня 2017 року. У лютому 2017 року Державна дума РФ продовжила безкоштовну приватизацію житла на невизначений термін.
Приватизація житла, що призвела до появи ринку житла (спершу з’явився сектор вторинної, а потім і первинної житлової нерухомості), мала велике соціальне значення. Вона була позитивно сприйнята більшістю населення (на відміну від приватизації підприємств і землі), ставши однією з небагатьох популярних серед широкої публіки реформаторських заходів. У результаті приватизації в Росії частка громадян, які проживають у власному житлі, вища, ніж у багатьох інших країнах.
Однак приватизація житла мала й негативні наслідки — втрата житла найбільш соціально вразливими громадянами (самотніми пенсіонерами, алкоголіками, дітьми-сиротами) внаслідок шахрайських дій (нерідко ці люди ставали жертвами вбивств заради заволодіння їхніми квартирами). Також виникають проблеми через те, що приватизація житла перетворила муніципальні багатоквартирні будинки на конгломерат різнорідних власників і наймачів: власників квартир, комерційних наймачів, соціальних наймачів (муніципальних квартир), власників нежитлових приміщень, орендарів і суборендарів нежитлових приміщень, а серед мешканців існує сильна соціальна неоднорідність.

## Приватизація землі
До 1990 року СРСР мав монополію на всю землю та її надра. Ніхто не мав права володіти землею, її надрами, водами та лісами — це було закріплено в статті 11 Конституції СРСР.
6 березня 1990 року було ухвалено закон «Про власність в СРСР», який запровадив різноманітність публічних форм власності на землю. Зокрема, допускалася спільна часткова власність на землю.
Прийнятий у 1991 році Земельний кодекс РРФСР уперше ввів розподіл землі на 7 категорій цільового використання (сільськогосподарського призначення, промисловості, населених пунктів, лісового фонду тощо).
Прийнята у 1993 році Конституція РФ гарантувала громадянам право приватної власності на землю.
У 2001 році, після тривалих узгоджень, було ухвалено новий Земельний кодекс. Основні положення кодексу передбачали:
- введення в цивільний обіг земель промисловості та населених пунктів (близько 2% земельного фонду, але найбільш економічно значущі);
- принцип єдності об’єкта нерухомого майна, тобто споруди та земельної ділянки, на якій вона розташована (надав право промисловим підприємствам викуповувати займану ними землю);
- можливість одноразового безкоштовного переоформлення в приватну власність раніше наданих громадянам земельних ділянок.

У 2002 році окремим законом в обіг було введено землі сільськогосподарського призначення.

### Землі сільськогосподарського призначення
Приватизація земель сільськогосподарського призначення була найбільш спірним моментом земельної реформи в Росії; спроби уряду легалізувати приватну власність на землю в 1990-х роках блокувалися Держдумою. Через це приватизація сільгоспземель до ухвалення у 2002 році закону «Про обіг земель сільськогосподарського призначення» регулювалася указами Президента РФ.
27 грудня 1991 року було прийнято Указ Президента Росії № 323 «Про невідкладні заходи щодо здійснення земельної реформи в РРФСР», який (разом із Постановою Уряду РФ № 86 від 29 грудня 1992 року) передбачав:
- колгоспам і радгоспам — до 1 березня 1992 року прийняти рішення про перехід до приватної, колективно-часткової та інших форм власності;
- усім членам колгоспу та працівникам радгоспу, включаючи пенсіонерів, надати право на безкоштовний земельний та майновий пай у спільній частковій власності.

У результаті близько 12 мільйонів осіб стали власниками земельних паїв (часток), що в сукупності дали право на понад 115 мільйонів гектарів сільськогосподарських земель.
У 1995–1996 роках низкою указів і постанов було уточнено, які саме операції могли здійснюватися із земельним паєм (часткою) — зокрема, внесення до статутного капіталу, оренда, продаж тощо.

### Дачні землі (земельні ділянки для ведення садівництва, городництва та дачного господарства)
З 2001 року приватизація дачних ділянок стала можливою на підставах, прописаних у Земельному кодексі, — шляхом викупу землі у власність за ставками, встановленими місцевими органами влади.
У червні 2006 року було ухвалено закон № 93-ФЗ («Дачна амністія»), який встановив спрощений порядок приватизації дачних ділянок. Згідно з положеннями цього закону, у безкоштовному (та спрощеному) порядку можна було приватизувати дачні ділянки, отримані до 2001 року. Термін безкоштовної приватизації — до 1 березня 2018 року.

### Підсумки
Якщо Росія отримала за підсумками приватизації 7,2 млрд доларів, то невелика Угорщина за той самий час — 15 млрд, а Бразилія — 67 млрд.
Станом на 2015 рік у приватній власності перебувало 133,4 млн га земель, що становило 7,8% земельного фонду країни.
У липні 2017 року було оприлюднено доповідь Центру стратегічних розробок (ЦСР) під назвою «Земля для людей», у якій зазначалося, що недосконалість земельного законодавства стало перешкодою на шляху сталого розвитку країни. Серед проблем, зокрема, зазначалося:
1. Розмежування земель. 90% земель сільськогосподарського призначення та населених пунктів, що перебувають у державній власності, досі не розмежовано між РФ, суб’єктами РФ та муніципалітетами, що унеможливлює введення цих земель в обіг (межі не встановлені).
2. Кадастровий облік. Менше 50% земельних ділянок, поставлених на облік у Державному кадастрі нерухомості, мають межі, встановлені відповідно до чинного земельного законодавства.
3. Обмеження для ринку землі. Через відсутність меж земельних ділянок, визнаних державою, ускладнено здійснення операцій купівлі-продажу, отримання кредитів під заставу тощо.

### Рекомендації для вирішення проблем
Експерти ЦСР запропонували такі заходи:
- проведення за державний кошт кадастрового обліку всіх земельних ділянок;
- розмежування прав на землі, що перебувають у державній власності, із передачею їх основної частини у муніципальну власність.

### Інші проблеми реформ
До інших складнощів реформи належали:
- труднощі з обробкою земель через відсутність необхідної техніки;
- брак доступу до дешевих кредитів або неможливість їх виплати, що часто призводило до банкрутства;
- протидія з боку місцевої влади та, певною мірою, самих колгоспників.

## Наслідки
Відбувся перехід від соціалізму до капіталізму завдяки появі приватної власності на землю, промислові підприємства та житловий фонд. З'явилася група так званих «олігархів», які володіють власністю, що дісталася їм за порівняно невеликі гроші. Приватизація скомпрометувала себе в очах багатьох росіян. Політичний рейтинг одного з головних ідеологів приватизації Анатолія Чубайса досі є одним із найнижчих серед російських політичних діячів.
Близько 80 % громадян Росії в 2008 році продовжували вважати приватизацію несправедливою та були готові до перегляду її підсумків.
З 1992 по 2006 рік у Росії було приватизовано понад сто тисяч державних і муніципальних підприємств, що принесло значну суму до бюджету. Більша частина підприємств була приватизована в 1993 році, що дозволило поповнити бюджет набагато меншою сумою через знецінення рубля в той час.